# منموهان ديساي
مانموهان ديساي (26 فبراير 1937 - 1 مارس 1994) كان منتج ومخرج الأفلام الهندية.

## نشأته
كان مانموهان ديساي من أصول غوجاراتية. والده، كايكوباهي ديساي، كان منتجًا هنديًا للمنتج ومالكًا لـ استوديوهات باراماونت (لاحقًا Filmalaya) من 1931 إلى 1941.وشملت إنتاجاته، وأهمها أفلام حيلة، سيرك الملكة، وغولدن غانغ، والشيخ شالي. أصبح شقيق الأكبر، سوبهاش ديساي، منتجًا في الخمسينيات من القرن الماضي ومنح مانموهان أول استراحة له في الفيلم الهندي Chhalia (1960). بعد ذلك استمر سوبهاش في إنتاج Bluff Master و Dharam Veer و Desh Premee مع منموهان كمخرج.
كانت زوجته جيفان برابها ديساي. توفيت في أبريل عام 1979. كان يعمل مع الممثلة ناندا من عام 1992 حتى وقت وفاته في عام 1994. وكان لديه ابن واحد كيتان ديساي الذي لا يزال يشارك في صناعة السينما. كيتان متزوج من كانشان كابور، ابنة شامي كابور وجيتا بالي.
في 1 مارس 1994 ، حسب الأخبار، سقط مانموهان ديساي من الشرفة في جيرجاون حيث انهار السكة الحديدية التي كان يميل عليها وتوفي. لا يُعرف سوى القليل جدًا عن وفاته إلا أنه كان يعاني من آلام الظهر المزمنة. لم يتم تأكيد شائعات عن انتحاره.

## روابط خارجية
- منموهان ديساي على موقع IMDb (الإنجليزية)
- منموهان ديساي على موقع ألو سيني (الفرنسية)
- منموهان ديساي على موقع أول موفي (الإنجليزية)
- منموهان ديساي على موقع قاعدة بيانات الفيلم (الإنجليزية)
- منموهان ديساي على موقع كينوبويسك (الروسية)

Manmohan Desai في قاعدة بيانات الأفلام على الإنترنت